# クレノウ断片

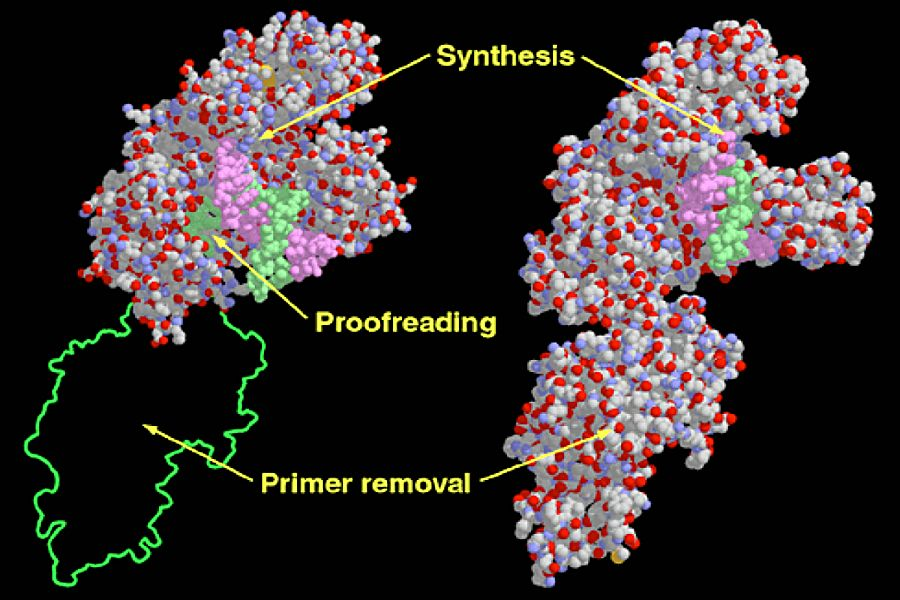
クレノウ断片（左）とDNAポリメラーゼI（右）の構造の比較。

クレノウ断片（クレノウだんぺん、Klenow fragment）は、大腸菌のDNAポリメラーゼIをタンパク質分解酵素スブチリシンで部分分解して得られる断片のうち、大きな方の断片である。DNAポリメラーゼIが持つ3種の活性（DNAポリメラーゼ、5'→3'エキソヌクレアーゼ、3'→5'エキソヌクレアーゼ）のうち、5'→3'エキソヌクレアーゼ活性が失われている。名は1970年にデンマークの生化学者ハンス・クレノウが報告した

ことにちなんでおり、クレノウフラグメント、クレノウ酵素とも呼ばれる。

## 使途
DNAポリメラーゼIが持つ5'→3'エキソヌクレアーゼ活性は応用上の障害になる場合が多いが、クレノウ断片はこの活性を欠くことから研究目的で幅広く活用されている。
- 1本鎖DNAから2本鎖DNAの合成
- 2本鎖DNAの3'陥没末端のフィルイン(fill-in)
- 2本鎖DNAの3'突出末端の除去
- DNAの放射性標識

## 歴史
大腸菌からDNAポリメラーゼIを精製する手法は1969年にJovinらが確立していたが、クレノウがこれを追試したところポリメラーゼ活性を持つ2種類のタンパク質が得られた。1つはJovinのポリメラーゼと同じだと思われたが、もう1つは分子量約7万と小さかった。この小さなタンパク質にもDNAポリメラーゼ活性があったが、5'→3'エキソヌクレアーゼ活性はなかった。そこで大きな方のポリメラーゼをスブチリシンで処理したところ、同じく分子量約7万で5'→3'エキソヌクレアーゼ活性のない断片が得られた。これがクレノウ断片である。
クレノウ断片はポリメラーゼ連鎖反応(PCR)が開発された当初に使われたポリメラーゼでもあったが
、その後はTaqポリメラーゼなどの耐熱性酵素に取って代わられた。